# Valsspeler (boek)
Valsspeler is een jeugdboek uit 2003 van de Vlaamse schrijver Koen D'haene.

## Het verhaal
Jens Verschelde is een jongen die het niet durft op te nemen voor zichzelf. Doorheen het verhaal door wordt hij verliefd op zijn klasgenote Hella en zij wordt ook op hem verliefd. Ze moeten hun liefde voor iedereen geheimhouden omdat Hella eigenlijk het meisje is waar Stan Somers een oogje op heeft. Die laatste is de ergste pestkop van de school. Als Stan Jens verliefdheid op Hella ontdekt, begint hij Jens te pesten. Het gaat zo ver dat hij Jens vals beticht van brandstichting in de school en Jens de school verlaat. Jens durft niets aan de directeur te zeggen omdat Stan hem chanteert. Pieter, een vriend van Jens, heeft Stans spel door en vertelt alles aan de directeur. Stan wordt van school gestuurd en Jens is met Hella.